# Red Nose Day 2017
O Red Nose Day 2017 foi um evento de arrecadação de fundos organizado pela Comic Relief, transmitido ao vivo pela BBC One e BBC Two desde a noite de 24 de março de 2017 até a manhã seguinte. Esta edição de 2017 do Red Nose Day fez parte da campanha "Faça a sua risada importar". Foi realizada na sexta-feira 24 de março até sábado, 25 de março de 2017, das 19:00 às 02:30 no BBC One.

## Localização e formato
Após o fechamento do BBC Television Centre em 2013, a Comic Relief teve que procurar novos locais para sediar os teletons anuais, como eles foram filmados ao vivo a partir do Studio One. O Sport Relief 2014 foi o primeiro a não ser filmado no Television Center, mas no Copper Box, no Parque Olímpico de Londres. Como resultado, o Red Nose Day 2015 foi lançado, pela primeira vez em sua história, a partir do coração de Londres em seu teatro de maior prestígio, o London Palladium.
Para o teleton de 2017, a transmissão foi transferida do London Palladium para o Building Six no The O2. Essa escolha de local, também conhecido como "Superclub de Comédia", também marca a mudança no tom e formato do teleton deste ano, de um programa de entretenimento comandada por apresentadores de televisão de volta ao seu formato original, um show de comédia apresentado por comediantes. Essa mudança de tom também é vista na programação, que é comandada por comediantes e não por apresentadores e, pela primeira vez em mais de 10 anos, não apresenta Davina McCall ou Claudia Winkleman.

## Antes do evento principal

### Documentários
- The Red Nose Convoy

### Televisão e Rádio
- Let's Sing and Dance for Comic Relief

### Outros eventos e cultura popular
- Sara Cox 24 Hour 80s Danceathon

- The LOLathon by Radio 1
- #RedOut

No Red Nose Day 2017, 35 dos maiores vloggers e blogueiros da Grã-Bretanha participaram da campanha Comic Relief, com a marca #RedOut. No domingo, 12 de março, grandes nomes das redes sociais, como Zoella, Alfie Deyes e Marcus Butler, ficaram offline por 24 horas para promover a caridade. As personalidades das mídias sociais usaram suas plataformas para promover um vídeo emocionante que seriam enviados às 18h, chocando os fãs com um curto vídeo de 7 segundos e um link para o site da instituição. Eles assinaram suas contas pedindo aos seguidores que doassem e se envolvessem antes de retornar em 24 horas com os vídeos com tema do Red Nose Day para seus assinantes.

## Evento principal

### Apresentadores
| Tempo       | Apresentadores |
| ----------- | --- |
| 19:00-22:00 | Lenny Henry, Jonathan Ross, Miranda Hart, Luisa Omielan, Sally Phillips, Rob Beckett, Romesh Ranganathan, Richard Osman, Greg Davies e Warwick Davis |
| 22:00-22:35 | Greg Davies |
| 22:35-00:30 | Graham Norton |
| 00:30-01:35 | Russell Brand |
| 01:35-03:05 | Jonathan Ross e Noel Fielding |

### Cronograma
Tradicionalmente, o teleton toma o formato de uma transmissão com várias equipes apresentadoras que comandam normalmente uma hora de cada vez, apresentando uma variedade de esquetes e vídeos de apelo. A transmissão de 2017 diferiu, pois foi dividida em seções separadas, com apresentadores separados, concentrando-se em um tema ou esquete específico, em vez de apresentar várias esquetes, vídeos de apelo e performances.
| Tempo       | Programa                               | Descrição |
| ----------- | -------------------------------------- | --- |
| 19:00-22:00 | Red Nose Day 2017                      | Lenny Henry, Jonathan Ross, Miranda Hart, Luisa Omielan, Sally Phillips, Rob Beckett, Romesh Ranganathan, Richard Osman, Greg Davies e Warwick Davis apresentam a transmissão tradicional do Red Nose Day com esquetes, performances ao vivo e filmes de apelo. |
| 22:00-22:35 | Greg Davies' Hot Tub Half-Hour         | Greg Davies hospeda uma banheira de hidromassagem no topo da O2 com esquetes de comédia ao vivo e entrevistas. Com os convidados Tom Daley e o líder do Kaiser Chiefs, Ricky Wilson .                                                                           |
| 22:35-00:30 | Graham Norton's Big Chat Live          | Graham Norton supera seu show de bate-papo com um sofá ridiculamente longo para ser preenchido com mais convidados famosos do que nunca. |
| 00:30-01:35 | Russell Brand's Stand Off              | Russell Brand apresenta mais comédias ao vivo, enquanto recebe os sete maiores artistas de stand-up do Reino Unido no palco do Comic Relief. |
| 01:35-03:05 | Fantastic Beats and Where to Find Them | Jonathan Ross e Noel Fielding juntam forças para relembrar algumas memórias musicais muito especiais dos quadrinhos dos últimos 30 anos. |

### Vídeos apelativos
Russell Howard, Ed Sheeran, Emeli Sandé, Miranda Hart e Sara Cox lideraram os vídeos de apelo para o teleton de 2017.

### Esquetes e destaques
| Título                                | Breve descrição | Elenco |
| ------------------------------------- | --- | --- |
| Red Nose Day Actually                 | 13 anos após o filme Love Actually, nesta mini sequência, voltamos à vida dos personagens mais icônicos do filme Actually | Hugh Grant, Colin Firth, Liam Neeson, Bill Nighy, Rowan Atkinson, Keira Knightley, Andrew Lincoln, Chiwetel Ejiofor, Martine McCutcheon, Kate Moss, Marcus Brigstocke, Jo Whiley, Robert Peston, Caspar Lee, Alfie Deyes, Louise Pentland e Niomi Smart |
| French and Saunders                   | A icônica dupla de comédia retorna em uma esquete especial | Dawn French e Jennifer Saunders |
| Micky and Joe's Pizza                 | Micky Flanagan e Joe Lycett assumem o comando e tentam administrar uma pizzaria local para a noite | Micky Flanagan e Joe Lycett |
| Carpool Karaoke                       | Do The Late Late Show nos EUA, James Corden se une ao Take That para um Karaokê Carpool muito especial | James Corden, Gary Barlow, Mark Owen e Howard Donald |
| People Just Do Nothing                | Chabuddy G arranja para MC Grindah, DJ Beats e a equipe Kurupt FM colaborarem com um enorme 'artista urbano' em uma faixa especial do Comic Relief. Mas as coisas não estão bem planejadas quando o artista urbano acaba sendo alguém totalmente inesperado, Ed Sheeran. A estréia mundial do videoclipe foi exibida exclusivamente nesta noite.                        | Allan Mustafa, Hugo Chegwin, Asim Chaudhry e Ed Sheeran |
| The Stotts LIVE                       | Vic Reeves e Bob Mortimer trazem de volta os irmãos nervosos e briguentos de Shildon para entrevistar um convidado especial de celebridade no The Stotts Live | Vic Reeves, Bob Mortimer e Susanna Reid |
| Catherine Tate                        | Catherine Tate dá as risadas | Catherine Tate |
| Toast of London                       | Matt Berry dubla um filme de apelo e conhece o meio-irmão de Clem Fandango, que parece estranhamente familiar. | Matt Berry |
| Mrs. Brown                            | Sra. Brown retorna com uma prévia especial de seu novo programa de bate-papo da BBC One All Round to Mrs. Brown's | Brendan O'Carroll |
| Middle Class The Jeremy Kyle Show     | A classe média Jeremy Kyle leva o verdadeiro Jeremy Kyle para a tarefa na frente de sua platéia latente. A acusação? Que Jeremy Kyle roubou todos os telespectadores de Dominic Littlewood do Caught Red Handed da BBC One porque Jeremy "grita alto para seus convidados"                                                                                              | Jeremy Kyle, Dominic Littlewood e David Walliams |
| The World Cup of Biscuits 2017        | Richard Osman é o anfitrião da Copa do Mundo de Biscuit, que tem como objetivo encontrar o campeão de biscoitos de 2017. Depois de abrir a votação no Twitter para os Jogos de Sinuca nos dias que antecederam o Dia do Nariz Vermelho, Richard e uma equipe de especialistas apresentam os resultados para as quartas de final, Semi-Finais e Final ao vivo do estúdio | Richard Osman |
| Peter Kay's Car Share                 | Peter Kay mostra uma visão exclusiva da segunda série de Car Share, além de compartilhar informações interessantes sobre como o Comic Relief se beneficiará da nova série | Peter Kay |
| Let's Sing and Dance for Comic Relief | Mel e Sue se juntarão à diversão do estúdio Let's Sing And Dance antes da final ao vivo na noite seguinte (sábado, 25 de março) | Mel Giedroyc e Sue Perkins |
| Alan Partridge                        | O DJ de rádio favorito dos ouvintes retorna para mais alguns assuntos no meio da manhã | Steve Coogan |
| Smack the Pony                        | Pela primeira vez desde 2003, Fiona Allen, Doon Mackichan e Sally Phillips se reúnem para realizar uma série de esquetes do popular programa de comédia | Sally Phillips, Fiona Allen e Doon Mackichan |
| Philomena Cunk: Moment Of Wonder      | Philomena Cunk oferece um Moment Of Wonder especial com foco na caridade, questionando Richard Curtis sobre Comic Relief | Diane Morgan e Richard Curtis |
| Hecklers Anonymous                    | Uma esquete após um grupo de apoio comunitário, tentando ao máximo abandonar seu vício | Laurence Rickard, Frankie Boyle, Russell Brand e Rebecca Front |
| This Country                          | A nova comédia mais quente da BBC Three dá uma olhada especial no Comic Relief através dos olhos de Kerry e Kurtan Mucklowe | Daisy May Cooper e Charlie Cooper |
| W1A                                   | Os funcionários da W1A discutem e planejam como envolver a nação no mais engraçado Red Nose Day de todos os tempos | Jessica Hynes |
| Stephen Hawking's New Voice           | O professor Stephen Hawking está em busca de uma nova voz. | Stephen Hawking, Liam Neeson, Rebel Wilson, Anna Kendrick, Stephen Fry, Simon Cowell, Gordon Ramsay, Andrew Lloyd Webber, Miss Piggy, Geri Halliwell, Kylie Minogue, Felicity Jones, John Boyega, Eddie Redmayne e Michael Caine                        |
| The Making of Red Nose Day Actually   | Conheça os bastidores da maior esquete do Comic Relief 2017 | Conforme listado acima |
| Innuendo Bingo                        | Scott Mills comanda uma versão especial do jogo ao vivo | Scott Mills, Chris Stark e Joel Dommett |

### Apresentações musicais
| Artista               | Música                       |                |
| --------------------- | ---------------------------- | -------------- |
| Ed Sheeran            | "What Do I Know?"            |                |
| Homem Rag'n'Bone      | "Skin"                       |                |
| Gramática Londrina    | "Truth Is a Beautiful Thing" |                |
| Emeli Sande           | "Highs & Lows"               |                |
| Jayde Adams           | "Nessun Dorma"               | Ato de comédia |
| The Brino Domino Trio | "Boombastic"                 | Ato de comédia |

### Elenco
- Fiona Allen
- Rowan Atkinson
- Gary Barlow
- Rob Beckett
- Matt Berry
- Frankie Boyle
- Katy Brand
- Russell Brand
- Billy Connolly
- Steve Coogan
- James Corden
- Sara Cox
- Richard Curtis
- Tom Daley
- Greg Davies
- Cara Delevingne
- Hugh Dennis
- Joel Dommett
- Howard Donald
- Chiwetel Ejiofor
- Noel Fielding
- Colin Firth
- Mickey Flanagan
- Dawn French
- Rebecca Front
- Stephen Fry
- Hugh Grant
- Mel Giedroyc
- Miranda Hart
- Stephen Hawking
- Lenny Henry
- Jessica Hynes
- Russell Kane
- Peter Kay
- Anna Kendrick
- Keira Knightley
- Jeremy Kyle
- Andrew Lincoln
- Dominic Littlewood
- Joe Lycett
- Doon Mackichan
- Martine McCutcheon
- Kate Moss
- Diane Morgan
- Bob Mortimer
- Liam Neeson
- Bill Nighy
- Graham Norton
- Brendan O'Carroll
- Luisa Omielan
- Richard Osman
- Mark Owen
- Sue Perkins
- Sally Phillips
- Rag'n'Bone Man
- Gordon Ramsay
- Romesh Ranganathan
- Jonathan Ross
- Emeli Sandé
- Jennifer Saunders
- Ed Sheeran
- Catherine Tate
- David Tennant
- Johnny Vegas
- David Walliams
- Rebel Wilson
- Ricky Wilson
- Reggie Yates